# Pambak (Gegharkunik)
Pambak (in armeno Փամբակ?) è un comune dell'Armenia di 460 abitanti (2009) della provincia di Gegharkunik.